# Ctenopelma cephalciae
Ctenopelma cephalciae är en stekelart som beskrevs av Barron 1981. Ctenopelma cephalciae ingår i släktet Ctenopelma och familjen brokparasitsteklar. Inga underarter finns listade i Catalogue of Life.